# Nuuk Idraetslag
Nuuk Idraetslag (También conocido como NÛK o Nuuk IL) es una club deportivo fundado en el año 1934 en Nuuk Groenlandia. El club compite en fútbol (también en el fútbol femenino) y balonmano.

## Honores

### Fútbol
- Coca Cola GM: 5
  - Campeón : 1981, 1985, 1986, 1988, 1990
- Coca Cola GM Womens: 4
  - Campeón : 2001, 2002, 2004, 2005
  - Segundo : 1997, 1998, 1999, 2003

### Balonmano
- Greenlandic Liga de balonmano: 11
  - Campeón : 1978, 1991, 1994, 1995, 1996, 1997, 1998, 1999, 2001, 2002, 2004